# ATRIUM
ATRIUM è un'Associazione Culturale e Rotta Culturale Europea che ha come scopo "indagare e gestire il patrimonio architettonico, archivistico ed immateriale dei regimi del Novecento, per la costruzione di un itinerario culturale transazionale.

## Il nome-acronimo
Il nome ATRIUM è l'acronimo di Architecture of Totalitarian Regimes of the 20th century In Europe's Urban Memory. Vengono presi in esame i regimi totalitari del XX secolo, di stampo sia fascista sia comunista.

## Il Progetto
Il Progetto, di cui è stato capofila il Comune italiano di Forlì, coinvolgeva diciotto diversi Enti ed Istituzioni (Università, Ministeri, ONG, Amministrazioni Locali) ed undici Paesi europei: Italia, Slovenia, Bulgaria, Ungheria, Slovacchia, Romania, Croazia, Albania, Bosnia-Erzegovina, Serbia e Grecia.
Il Progetto intendeva considerare gli aspetti architettonici ed urbanistici di un'epoca che, con variazioni tra i Paesi, occupa i decenni centrali del Novecento, per oltre mezzo secolo di storia; si occupava quindi di architetture per lo più in stile razionalista, considerando opere che rappresentano fonte di interesse per gli esperti di architettura a livello mondiale ed è stato il trampolino di lancio per la successiva costituzione dell'Associazione transnazionale che gestisce attualmente l'omonima Rotta Culturale certificata dal Consigliod'Europa.

## Esempi di monumenti considerati nel Progetto
- Albania, Tirana, Palazzo della Cultura
- Bosnia ed Erzegovina, Banja Luka, Palazzo del Parlamento
- Bulgaria, Monte Buzludža, Memoriale del Partito
- Bulgaria, Sofia, Il Largo
- Croazia, Piedalbona, Chiesa della Madonna di Fatima, già di San Francesco d'Assisi
- Grecia, Salonicco, Palazzo dell'Amministrazione del Porto
- Italia, Forlì, Monumento ai Caduti, o Monumento alla Vittoria
- Italia, Forlì, Palazzo dell'ex collegio aeronautico
- Romania, Bucarest, Palazzo della Stampa Libera
- Romania, Bucarest, Palazzo del Parlamento
- Serbia, Subotica, Tribunale Cittadino
- Slovenia, Velenje, Piazza Tito
- Ungheria, Győr, Stazione Ferroviaria

## L'Associazione della Rotta Culturale Europea Atrium
L'Associazione della Rotta Culturale Europea Atrium, costituita il 15 giugno 2013, ha trovato sede nell'ex Palazzo GIL di Forlì, appunto uno dei palazzi di cui il progetto si interessa.